# Vladimir Ribeiro
Vladimir Michailowsky Leite Ribeiro (Pedregulho, 17 de junho de 1967) é um nadador brasileiro, que participou de uma edição dos Jogos Olímpicos pelo Brasil.
Formado em biologia pela Pontifícia Universidade Católica de Minas Gerais, realizou mestrado e doutorado na Fiocruz. Tornou-se professor da Universidade Federal do Ceará (UFC), onde leciona até o presente. Em 2022 participou do GT10 como tutor na área de Parasitologia para a faculdade de medicina da UFC.

## Trajetória esportiva
Era o caçula de três irmãos, todos nadadores: Custódio, Celso e Vladimir trouxeram vários títulos nacionais para o Minas Tênis Clube e participações em seleções brasileiras.
Aos cinco anos aprendeu a nadar na Sociedade Recreativa e de Esportes de Ribeirão Preto e, aos dez anos, já nadava regularmente com o técnico Márcio Latuf, quando disputou seu primeiro campeonato brasileiro. Aos 15 anos, transferiu-se para Belo Horizonte, e passou a treinar no Minas Tênis Clube, com o técnico José Thomaz. Teve uma breve passagem por Jaú, onde treinou com o técnico Orlando, mas voltou a treinar no Minas.
Nas Olimpíadas de 1988 em Seul, nadou as provas dos 100 metros costas, 200 metros costas e 100 metros borboleta, sendo que na última terminou em 32º lugar.